# Discografia lui Achim Nica
Discografia lui Achim Nica conține mai multe înregistrări la Electrecord pe plăci de ebonită, casete și viniluri. 

## Electrecord
| An   | Nr. de catalog                                   | Piese | Acompaniament |
| ---- | ------------------------------------------------ | --- | --- |
| 1960 | EPA 2990                                         | Patru boi leagănă carul | Orchestra de muzică populară din Caransebeș Dirijor Nicolae Perescu                                                                                 |
| 1961 | EPA 3109                                         | La Obreja-ntr-o grădină | Orchestra de muzică populară din Caransebeș Dirijor Nicolae Perescu                                                                                 |
| 1964 | EPC 402 Muzică populară bănățeană                | 1. La Obreja-ntr-o grădină 2. Patru boi leagănă carul | Orchestra de muzică populară din Caransebeș Dirijor Nicolae Perescu                                                                                 |
| 1966 | EPC 695 I-auzi mândro cucul cântă                | 1.I-auzi mândro cucul cântă 2.Mândruliță tinerică 3.Și-am plecat cu coasa nouă 4. Când nu-i mândra lângă mine | Orchestra de muzică populară din Caransebeș Dirijor Nicolae Perescu                                                                                 |
| 1967 | EPD 1146 Trandafirul rău tânjește                | 1. Trandafirul rău tânjește 2. Mă dusei la horă-n sat 3. Cine n-are dor pe vale 4. Banatule mândră floare 5. Voi, feciori, când vă-nsurați 6. Mândre-s nunțile-n Banat 7. Lăsai pușca ruginită 8. Ce mi-a fost pe lume drag | Orchestra de muzică populară din Caransebeș Dirijor Nicolae Perescu                                                                                 |
| 1967 | EPE 0281 Muzică populară transilvăneană          | 3. Voi, feciori, când vă-nsurați 7. Și-am plecat cu coasa nouă | Orchestra de muzică populară din Caransebeș Dirijor Nicolae Perescu                                                                                 |
| 1967 | EPE 0284 Muzică populară bănățeană               | 1. Trandafirul rău tânjește 8. Ce mi-a fost pe lume drag | Orchestra de muzică populară din Caransebeș Dirijor Nicolae Perescu                                                                                 |
| 1969 | EPC 996                                          | 1. Săracă copilărie 2. Fetele de măritat 3. Ileană Ileană 4. Tot mă uit și nu se vede | Orchestra George Vancu |
| 1969 | EPE 0403 Muzică populară bănățeană               | 1. Săracă copilărie 13. Fetele de măritat | Orchestra George Vancu |
| 1972 | 45-EPC 10.256 Neaua ninge, geru-i mare           | 1. Neaua ninge, geru-i mare 2. Fetele de prin Banat 3. Mândră cu părul tăiat 4. Ș-așa-mi zice frunza-n vie | Orchestra George Vancu |
| 1972 | STM-EPE 0751 Rencontre avec la Roumanie Banat    | 4. Trandafirul rău tânjește 5. Mă dusei la horă-n sat | Orchestra de muzică populară din Caransebeș Dirijor Nicolae Perescu                                                                                 |
| 1975 | 45-EPC 10.356                                    | 1. Colo-n vale-ntre livezi 2. Sara când răsare luna 3. Pe ulița cea de sus 4. De la mine a treia casă | Orchestra de muzică populară din Caransebeș Dirijor Nicolae Perescu                                                                                 |
| 1975 | STM-EPE 01110 Banatule, mândră floare            | 1. Banatule, mândră floare 2. Trandafirul rău tânjește 3. Mă dusei la horă-n sat 4. Cine n-are dor pe vale 5. Mândre-s nunțile-n Banat 6. Voi, feciori, când vă-nsurați 7. Lăsai pușca ruginită 8. Ce mi-a fost pe lume drag 9. Neaua ninge, geru-i mare 10. Fetele de prin Banat 11. Mândră cu părul tăiat 12. Ș-așa-mi zice frunza-n vie | Orchestra de muzică populară din Caransebeș Dirijor Nicolae Perescu (1-8) Orchestra George Vancu (9-12)                                             |
| 1977 | STC 0047 Interpreți de muzică populară bănățeană | 1. Banatule mândră floare 2. Trandafirul rău tânjește 3. Mă dusei la horă-n sat 4. Ce mi-a fost pe lume drag | Orchestra de muzică populară din Caransebeș Dirijor Nicolae Perescu                                                                                 |
| 1980 | ST-EPE 01575 La livezile lui Ion                 | 1. Câte stele lucitoare 2. Toată lume-ar vrea să mor 3. Ascultați-mă feciori 4. Cântecul lui Mantu 5. Spune-mi mândrulița mea 6. Bate vântul, bate 7. Zice lumea că-s bătrân 8. La livezile lui Ion 9. Iedera 10. Bună ziua om bătrân 11. Cât am fost june în sat 12. Mori murgule de necaz | Orchestra George Mițin-Vărieșescu |
| 1980 | STC 0082                                         | 1. Câte stele lucitoare 2. Toată lume-ar vrea să mor 3. Ascultați-mă feciori 4. Spune-mi mândrulița mea 5. Bate vântul, bate 6. Zice lumea că-s bătrân 7. La livezile lui Ion 8. Iedera 9. Mori murgule de necaz 10. Cât am fost june în sat 11. Trandafirul rău tânjește 12. Mă dusei la horă-n sat 13. Cine n-are dor pe vale 14. Mândre-s nunțile-n Banat 15. Lăsai pușca ruginită 16. Ce mi-a fost pe lume drag 17. Neaua ninge, geru-i mare 18. Fetele de prin Bana t 19. Ș-așa-mi zice frunza-n vie | Orchestra George Mițin-Vărieșescu (1-10) Orchestra de muzică populară din Caransebeș Dirijor Nicolae Perescu (11-16) Orchestra George Vancu (17-19) |
| 1987 | ETC 00404 Ilustrare muzicale din Banat           | 6. Mă dusei la horă-n sat 7. Mori murgule de necaz 9. Trandafirul rău tânjește 15. Iedera | |
| 1999 | EDC 186 Meet Romania Vol 2                       | 8. Săracă copilărie | Orchestra de muzică populară din Caransebeș Dirijor Nicolae Perescu                                                                                 |

## Studio Caransebeș
| An   | Piese | Acompaniament |
| ---- | --- | ------------- |
| 1997 | A1 Dar-ar Dumnezeu Măi Mândră A2 Când Eram În Sat La Mine A3 Măi Macei, Macei A4 Doina Lui Mantu A5 Lume, Lume, N-ai Mai Fi A6 De La Deal Răsare Luna A7 Măi Muiere Eu Mi-s Beat A8 Ce-o Avea Lumea Cu Mine B1 Foaie Verde, Foi De Scai B2 Mândră, Frumoasă Mai Ești B3 Să-ți Fie Maică Păcat B4 Când Treci Bade La Pădure B5 Tot M-aș Duce Și N-am Unde B6 Drag Mi-o Fost Dealu Să-l Sui B7 Cât Ești Mândro De Frumoasă B8 Asară La Miezu Nopții B9 Instrumental         |               |
|      | A1 Primăvara De-o Ajung A2 Mă Dusei La Horă-n Sat A3 Mândruță De Dorul Tău A4 Mândră Frumoasă Mai Ești A5 Descunună-mă Părinte A6 Asară La Miezul Nopții A7 Săraci Cărările Mele A8 Bate Vântul Bate A9 Neaua Ninge Geru-i Mare B10 Spune Mândrulița Mea B11 Foaie Verde De Măr Dulce B12 Asta-i Nana De La Brebu B13 Eu Doinesc, Codru Răsună B14 De Treizeci De Dimineți B15 Mândruțo Numele Tău B16 Cât Ești Mândro De Frumoasă B17 Săracă Copilărie B18 Instrumentală |               |
|      | A1 Mărie, Mărie A2 Lume, Lume, N-ai Mai Fi A3 Măi Achime, Măi Achime A4 Tot Am Zis Că Nu Mi-i Frică A5 Mult Mă Mir Și-mi Pare Rău A6 Frumoși Mândră Ochii Tăi A7 Bună Ziua, Om Bătrân B8 Mândrulită Dă Dămult B9 Sara Bună Bade Ipane B10 Cui Nu-i Place Dragostea B11 Murguleț Cu Coama Rară B12 Haide, Haide Liliană B13 Douăzeci De Primăveri B14 Tată, Tată |               |